# Pedro Nolasco Polloni
Pedro Nolasco Polloni fue un político chileno.
Durante la guerra de la independencia de Chile participó en el bando de los patriotas como subteniente.
Fue elegido diputado en las Asambleas Provinciales de 1826. Sirvió en la Asamblea Provincial de Colchagua entre el 7 de diciembre de 1826 y enero de 1828.
En 1846 figura como regidor de la municipalidad de Curicó.